# Penning norvégien
Le penning est l'ancienne monnaie dominante du système de pièces norvégien dans la période 995-1387.
Frappé en Norvège par les rois de Norvège à partir d'Olaf Tryggvason (995-1000) et jusqu'à Olaf Haakonsson (1380-1387), il est resté comme unité de compte dans le royaume jusqu'en 1513. Il a été introduit en l'an 995 à l'image de la monnaie anglo-saxonne et est la première et plus ancienne monnaie de Norvège. Le système de pièces a ensuite été adapté en Suède et au Danemark.
Le nom vit dans les langues germaniques septentrionales sous la forme contractée du pluriel, penger / pengar, qui signifie « argent » (au sens de « monnaie », pas du métal). 
Dans l'ancien système de poids norvégien, il entrait dans des unités comme l'örtug, l'øre et le mark. Le penning a vu sa norme modifiée à plusieurs reprises au Moyen Âge. L'image, les inscriptions, la taille, le poids et la teneur en argent de la pièce pouvaient varier considérablement.
Le penning a été frappé à l'imitation des pennies, pfennig et deniers émis ailleurs en Europe. Cependant, bien que basé sur ces pièces, le système comptable était distinct, avec différents systèmes fonctionnant dans différentes régions. Tous ont utilisé l'öre qui valait 1/8 de mark ou 3 örtugs.
Relations de valeur entre le mark, l'øre, l'örtug et le penning :
- 1 mark = 8 øre = 24 örtug = 240 pennings
- 1 øre = 3 örtug = 30 pennings
- 1 örtug = 10 pennings
- 1 penning